# История провинции Шаньси
История провинции Шаньси — цепь важнейших событий от доисторической эпохи до нового времени, происходивших на территории современной китайской провинции Шаньси.

## Доисторическая и ранняя историческая эпоха
Xujiayao 6 (XJY 6) из местонахождения Суйцзияо, датируемый возрастом 200—160 тыс. л. н., имел объём мозга ≈1700 см³ (95%-й доверительный интервал 1555—1781 см³). Это близко к Сюйчану 1 (Xuchang 1) из Хэнани, который датируется возрастом 125—105 тыс. л. н. (≈1800 см³).
Два десятка человеческих костей и зубов возрастом 104—125 тыс. л. н. обнаружены на местонахождении Суйцзияо. Сканирование черепа Xujiayao-15 показало, что он имеет типичное для неандертальца внутреннее ухо.
На территории Шаньси найдены остатки неолитической культуры Яншао (5—3-е тысячелетия до н. э.), памятники материальной культуры периода Инь (XVI—XI века до н. э.).
С землями современной провинции Шаньси легенды связывают жизнь и деятельность первых китайских правителей: императора Яо (резиденцию которого соотносят с Яоду), Шуня (столицу которого легенды помещают на территории современного Юнцзи), основателем династии Ся Юем и его сыном Ци (который, якобы, построил свою столицу на землях современного уезда Ся).
В эпоху Вёсен и Осеней эти земли большей частью входили в состав царства Цзинь, и поэтому слово «Цзинь» с тех пор служит для обозначения этих земель. В 403 году до н. э. три семьи разделили Цзинь, в результате чего эпоха Вёсен и Осеней сменилась эпохой Сражающихся царств, а на месте царства Цзинь возникли три новых царства: Чжао (с первоначальной столицей в Цзиньяне), Вэй (с первоначальной столицей в Аньи) и Хань (со столицей в Пинъяне).

## Время первых централизованных империй
После того, как царство Цинь завоевало все прочие царства и создало первую в китайской истории централизованную империю, страна была разделена на 36 округов-цзюнь (郡), из которых на землях современной провинции Шаньси разместились пять: Ямэнь (雁門郡), Дайцзюнь (代郡), Тайюань (太原郡), Шандан (上党郡) и Хэдун (河東郡).
Во времена империи Западная Хань эти земли в основном вошли в состав провинции Биньчжоу (并州), а число округов выросло с пяти до девяти. В эпоху Восточной Хань эти земли были включены в состав провинции Цзичжоу (冀州). В эпоху Троецарствия эти земли оказались в составе царства Вэй, где была вновь создана провинция Биньчжоу. Когда страна была объединена под властью империи Цзинь, земли современной провинции Шаньси оказались в составе провинции Биньчжоу, и частично — Сычжоу (司州).

## Раннее средневековье
В 304 году гуннский шаньюй Лю Юань поднял восстание в Цзого и провозгласил себя Ханьским князем. Завоевав значительную часть земель империи Цзинь, он создал государство Северная Хань. В 330 году Ши Лэ создал государство Поздняя Чжао, которое завоевало территорию современной Шаньси. Затем эти земли оказывались в составе государств Жань Вэй, Ранняя Янь, Ранняя Цинь, Поздняя Цинь. В 383 году Мужун Юн из государства Западная Янь создал здесь округ Цзяньсин (建兴郡, на землях современного Цзиньчэна) и провозгласил себя императором, но уже в 386 году Тоба Гуй создал государство Северная Вэй со столицей в Пинчэне, которое попыталось объединить северный Китай под своей властью. В 534 году Северная Вэй раскололась на Западную Вэй и Восточную Вэй, а в 550 году на месте Восточной Вэй образовалась Северная Ци, у которой основной столицей был Ечэн на территории современной провинции Хэбэй, а вспомогательной — Цзиньян. Однако вскоре Северная Ци была завоёвана Северной Чжоу, которая после объединения страны сменила название на империю Суй.

## Суй, Тан и эпоха Пяти династий
В конце эпохи Суй командовавший гарнизоном в Тайюани Ли Юань поднял восстание, в результате чего империя Суй в 618 году сменилась империей Тан. В эпоху Тан Тайюань стала северной столицей империи, а так как здесь размещалось 5 из имевшихся в империи 18 районов добычи соли, то земли современной Шаньси приобрели крайне важное значение для экономики страны. Трое из будущих танских императоров в молодости постигали искусство управления на должности правителя области Цзэчжоу.
В эпоху Пяти династий эти земли входили в состав государств Поздняя Тан, Поздняя Цзинь и Поздняя Хань, а после падения Поздней Хань в северных и центральных землях Шаньси её остатки некоторое время существовали в качестве государства Северная Хань.

## Империи Сун, Ляо, Цзинь и Юань
При империи Сун земли современной Шаньси вошли в состав провинции Хэдун (河东路) и здесь стала активно развиваться металлургия.
После монгольского завоевания образованные в этих местах провинции-лу подчинялись напрямую Центральному секретариату.
25 сентября 1303 года здесь произошло одно из самых смертоносных землетрясений в истории Земли; погибло более 270 тысяч человек.

## Империи Мин и Цин
После того, как в 1368 году эти земли были отвоёваны у монголов китайской империей Мин, была создана провинция Шаньси. В виду важности региона основатель империи Чжу Юаньчжан отправил в эти места своих сыновей в качестве удельных князей: Чжу Ган стал Цзиньским князем с резиденцией в Тайюани, Чжу Гуй — Дайским князем с резиденцией в Датуне, Чжу Мо — Шэньским князем с резиденцией в Луане, Чжу Сюньляо — Сюаньнинским князем с резиденцией в Цзэчжоу.
В эпоху империи Цин для управления провинцией Шаньси было образовано 9 управ, которым подчинялось 16 областей и 108 уездов.

## Времена Китайской республики
Во время Синьхайской революции 1911 года командовавший Тайюаньским гарнизоном Янь Сишань поддержал Юань Шикая и, став военным губернатором Шаньси, установил в провинции режим единоличной диктатуры. Ставшая его вотчиной провинция Шаньси была его главной опорой в годы эры милитаристов, а после начала войны с Японией он упорно сражался на её территории против японских войск. Когда после капитуляции Японии в стране разгорелась гражданская война, Янь Сишань оказался не в состоянии выбить коммунистов из их опорных баз в горах, но упорно удерживал за собой основные экономические центры провинции. Окончательно под контроль китайских коммунистов провинция Шаньси перешла в 1949 году после падения Тайюани.

## Современная эпоха
В середине XX века в эпоху «третьего фронта» в рамках политики переноса производственных мощностей страны с побережья во внутренние районы экономика Шаньси активно развивалась. В годы Культурной революции деревня Дачжай уезда Сиян была провозглашена образцом для всей страны, что выразилось в лозунге «В промышленности учиться у Дацина, в сельском хозяйстве — у Дачжая».
С 1988 года на территории уезда Кэлань округа Синьчжоу начал функционировать космодром «Тайюань».